# Menceyat de Güímar

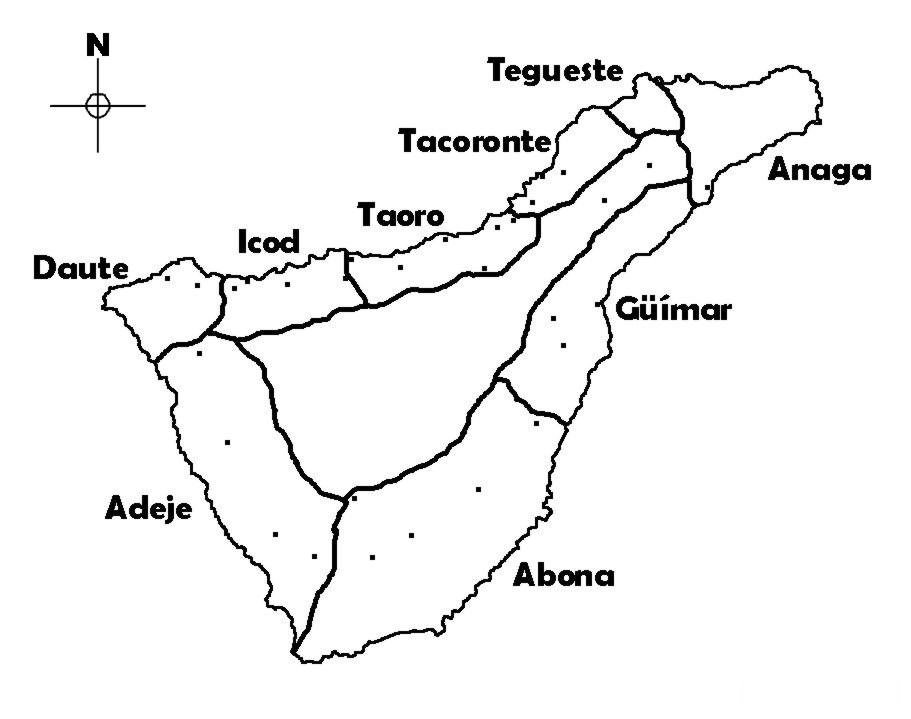
Menceyats de Tenerife

Güímar era un dels nou menceyats en què fou dividida l'illa canària de Tenerife després de la mort del mencey Tinerfe, a l'època anterior a la conquesta de les illes per part de la Corona de Castella. Ocupava l'extensió dels actuals municipis d'El Rosario, Candelaria, Arafo, Güímar i parts de Santa Cruz de Tenerife i San Cristóbal de La Laguna. Els seus menceys foren Sortibán, Acaymo, Dadarmo i Añaterve.
Cap a 1450 es fundà a la zona de la moderna ciutat de Candelaria un eremitori format per tres frares dirigits per Alfonso de Bolaños, considerat l'«Apòstol de Tenerife». Aquests religiosos vivien entre els guanches, parlant la seva llengua i en varen batejar molts. Aquesta missió duraria fins a dates pròximes a l'inici de la conquesta. En aquest regne aborigen va tenir lloc l'aparició de la imatge de la Verge de Candelaria.